# Ramaria holorubella
Espèce
Ramaria holorubella est une espèce de champignons de la famille des Gomphaceae.